# 勒克鲁泽
勒克鲁泽（法語：Le Crouzet，法語發音：[lə kʁuzɛ]）是法国杜省的一个市镇，位于该省南部，属于蓬塔利耶区。

## 地理
勒克鲁泽（46°42'12"N, 6°8'14"E）面积3.77 平方千米，位于法国勃艮第-弗朗什-孔泰大區杜省，该省份为法国东部内陆省份，北起上索恩省，西接汝拉省，东部及东南部与瑞士接壤，东北部与贝尔福地区省接壤。
与勒克鲁泽接壤的市镇（或旧市镇、城区）包括：塞尔涅博、珀蒂特绍、勒屈尔福、弗拉罗、绍讷沃。

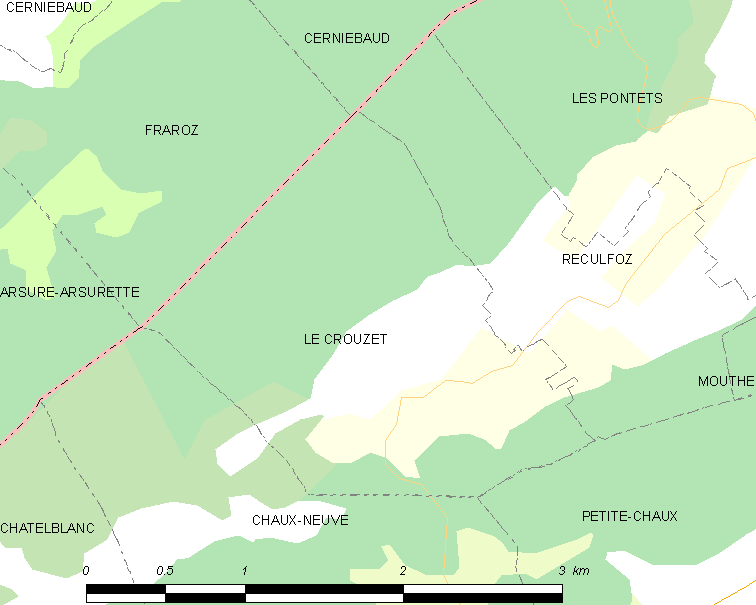
勒克鲁泽的OSM定位图

勒克鲁泽的时区为UTC+01:00、UTC+02:00（夏令时）。

## 行政
勒克鲁泽的邮政编码为25240，INSEE市镇编码为25179。

## 政治
勒克鲁泽所属的省级选区为弗拉讷县。

## 人口

1962-2008年间勒克鲁泽人口变化图示

勒克鲁泽于2022年1月1日时的人口数量为56人。